# 산청 배산서원
산청 배산서원(培山書院)은 대한민국 경상남도 산청군 단성면 사월리에 위치해 있고 도천서원에 모시고 있던 청향당 이원과 죽각 이광우를 따로 모시기 위해 세운 서원이다. 또한 1983년 7월 20일에 경상남도의 문화재자료 제 51호 배산서원으로 지정되었다가, 2018년 12월 20일에 현재의 명칭으로 변경되었다.

## 개요
도천서원에 모시고 있던 청향당 이원과 죽각 이광우를 따로 모시기 위해 세운 서원이다.
이원(1501∼1568)은 벼슬이나 과거에 뜻을 두지 않고 학문연구를 한 조선 전기의 학자이다. 그는 조식·이황 선생과 학문의 뜻을 같이 하였으며, 명종 1년(1546)에는 나라에서 벼슬을 내렸으나 거절하고 학문에만 전념하였다.
배산서원은 조선 영조 47년(1771)에 덕연사만 세워 위패를 모셨으나, 흥선대원군의 서원철폐령으로 고종 5년(1868)에 철거되었다. 그 뒤 1919년에 새로 지어 배산서당이라 하였다. 서원 안에는 문묘, 도동사, 강당이 있다.
문묘는 앞면 3칸·옆면 1칸 반 규모로 공자의 영정을 모시고 있다. 도동사는 앞면 3칸·옆면 1칸 반 크기의 건물로 청향당 이원·퇴계 이황·남명·죽각 이광우 등의 위패를 모시고 있다. 강당은 앞면 4칸·옆면 2칸 규모로, 지붕은 옆면에서 볼 때 여덟 팔(八)자 모양인 팔작지붕으로 꾸몄다. 안에는 중국 학자인 강유위가 쓴 현판과 백범 김구·성재 이시영·우천 조완구·백암 박은식 선생의 배산서당 낙성축문 현판을 보관하고 있다.
배산서원은 문묘와 도동사 등 사당이 2개 있어 다른 서원과 구별된다.

## 참고 문헌
- 산청 배산서원 - 국가유산청 국가유산포털